# Umi monogatari
Umi monogatari ~anata ga ite kureta koto~ (うみものがたり 〜あなたがいてくれたコト〜?) è una serie televisiva anime di dodici episodi diretta da Jun'ichi Satō e prodotta dallo studio Zexcs sulla base di un popolare pachinko realizzato da Sanyo Bussan. Ha iniziato la trasmissione sulla rete Chubu-Nippon Broadcasting il 24 giugno 2009 Un tredicesimo episodio è stato inserito nell'edizione home video DVD della serie, pubblicata il 26 marzo 2010.
Per promuovere l'uscita dell'anime sono stati pubblicati due adattamenti manga illustrati rispettivamente da Akira Katsuragi, sulla rivista Monthly Comic Blade di Mag Garden, e da Tonmi Narihara, sulla rivista Comic High! di Futabasha.

## Trama
Due creature marine, Marin e sua sorella Urin, vedono un anello cadere nel mare dove vivono. Decidono quindi di recarsi sul continente per ritrovare il proprietario dell'anello.

## Personaggi
- Marin è una ragazza che vive nell'acqua con la sua sorella. Vuole andare a vedere gli "esseri del cielo". È la Sacerdotessa del Mare. È doppiata da Kana Asumi.
- Kanon va al liceo. È la Sacerdotessa del Cielo. È doppiata da Minako Kotobuki.
- Urin libera Sedna per accidento. È doppiata da Yui Horie.
- Sedna è un'entità maligna.

## Sigle
- Sigla iniziale: violet di marble
- Sigla finale: Tōmei na inori di Masumi Itō